# Сукотаи
Сукотаи е една от 76-те провинции на Тайланд. Столицата ѝ е едноименния град Сукотаи. Населението на провинцията е 602 460 души (31 декември 2014) – 41-ва по население), а площта 6596,1 кв. км (31-ва по площ). Намира се в часова зона UTC+7. Разделена е на 9 района, които са разделени на 86 общини и 782 села.